# Bad Bunny
Benito Antonio Martínez Ocasio (10 maart 1994), beter bekend onder zijn artiestennaam Bad Bunny, is een Puertoricaanse rapper, zanger en platenproducer. Bad Bunny staat bekend als de “Koning van Latin Trap” en heeft er mede voor gezorgd dat Spaanstalige rapmuziek wereldwijd mainstream populair is geworden. 
Hij werd de eerste niet-Engelstalige Amerikaanse artiest die Spotify's meest gestreamde artiest van het jaar werd, drie keer achter elkaar in 2020-2022. Hij is ook houder van het record voor het meest gestreamde album op Spotify, met Un Verano Sin Ti (2022). 
Bad Bunny werd geboren in Bayamón en groeide op in Vega Baja, beide steden in Puerto Rico. In 2016 werd hij bekend met zijn nummer “Diles”, wat leidde tot een platencontract bij Hear This Music. Hij bleef aan populariteit winnen met nummers zoals zijn bijdrage aan Cardi B's Billboard Hot 100 nummer-1 single “I Like It” met J Balvin en zijn top-tien single “Mía” (met Drake). Bad Bunny's debuutstudioalbum, X 100pre (2018), piekte op nummer 11 in de Amerikaanse Billboard 200, terwijl zijn samenwerkingsalbum met J Balvin, Oasis (2019), de top tien bereikte. Zijn tweede soloalbum, YHLQMDLG (2020), werd het hoogst genoteerde volledig Spaanse album dat op dat moment op nummer twee in de Billboard 200 stond en werd gevolgd door het verzamelalbum Las que no iban a salir (2020). 
El Último Tour Del Mundo (2020), Bad Bunny's derde soloalbum, werd het eerste volledig Spaanstalige album dat bovenaan de Billboard 200 kwam te staan, terwijl de lead single, “Dákiti”, de top tien van de Hot 100 bereikte. Zijn vierde soloalbum, Un Verano Sin Ti, stond 13 weken aan de top van de Billboard 200 en werd uitgeroepen tot het best presterende album van het jaar in de VS en wereldwijd. Het leverde verschillende commercieel succesvolle singles op en werd het eerste Spaanstalige album dat genomineerd werd voor de Grammy Award voor Album van het Jaar. Hij volgde het album op met de Billboard 200 nummer één albums Nadie Sabe Lo Que Va a Pasar Mañana (2023) en Debí Tirar Más Fotos (2025). Bad Bunny heeft in zijn carrière drie Grammy Awards, elf Latin Grammy Awards, acht Billboard Music Awards en dertien Lo Nuestro Awards gewonnen. In 2022 werd hij door Billboard uitgeroepen tot artiest van het jaar. Per april 2024 heeft Bad Bunny wereldwijd meer dan zeven miljoen platen verkocht.
Buiten de muziek doet hij aan professioneel worstelen. Bad Bunny begon zijn opwachting te maken op het WWE-programma in 2021 en maakte zijn debuut in de ring op WrestleMania 37. Hij is eenmalig WWE 24/7-kampioen en heeft geworsteld op de 2022 Royal Rumble en de 2023 Backlash pay-per-view evenementen.

## Jeugd
Benito Antonio Martínez Ocasio werd geboren op 10 maart 1994 in de wijk Almirante Sur in Vega Baja, Puerto Rico, en groeide daar op. Zijn vader, Tito Martínez, was vrachtwagenchauffeur en zijn moeder, Lysaurie Ocasio, is een gepensioneerde lerares. Zijn ouders luisterden vaak naar genres als salsa, merengue en popballads. Hij heeft twee jongere broers, Bernie en Bysael. Hij heeft gezegd: “Ik was niet het kind dat zich met de straat bemoeide. Ik was graag thuis bij mijn familie."
Als kind ging hij wekelijks naar de kerk met zijn devoot katholieke moeder en zong tot zijn 13e in het kerkkoor. Nadat hij het koor verliet, ontwikkelde hij een interesse in de artiesten die hij op de radio hoorde, met name Daddy Yankee en Héctor Lavoe. Zijn artiestennaam komt van een tijd dat hij gedwongen werd om een konijnenkostuum te dragen en daar boos over was.
Sprekend over de Puerto Ricaanse muziekindustrie, verklaarde hij: “Ik kom uit Vega Baja, een klein gebied dat geen metropool is zoals San Juan waar de meerderheid van de artiesten van het genre vandaan komen.”

## Muzikale carrière
Op YouTube heeft hij ruim 50 miljoen abonnees en zijn video's werden gezamenlijk al meer dan 40 miljard keer bekeken. Daarnaast was hij de meest gestreamde artiest op Spotify in 2020, 2021 en 2022.
Zijn populariteit begon bij SoundCloud waardoor hij een contract bij een platenlabel tekende. In de tussentijd werkte hij als vakkenvuller bij een supermarkt en studeerde aan de Universiteit van Puerto Rico in Arecibo. Na het succes van zijn single 'Soy peor' in 2016 vergrootte hij zijn bekendheid. Na samenwerkingen met artiesten als Cardi B en Drake bereikte hij de top 100 van de wereld. Met zijn debuutalbum X 100pre (2018) won Bad Bunny een Latin Grammy Award in de categorie Best Urban Music Album en kwam vervolgens binnen op nummer 447 in de lijst van de 500 beste muziekalbums aller tijden van Rolling Stone Magazine.
Het album Oasis (2019), dat Bad Bunny samen met de Colombiaanse rapper J Balvin maakte, bevat de succesvolle singles 'Qué pretendes' en 'La canción'. Ook produceerde hij de hitsingle 'Callaíta' met producer Tainy na de release van X 100pre.
Begin 2020 zong Bad Bunny op de Super Bowl LIV halftime show naast Shakira. Ook werd hij de eerste Latino-artiest die de cover van het tijdschrift Rolling Stone. In de loop van het jaar bracht Bad Bunny zijn tweede album YHLQMDLG (Yo hago lo que me de la gana) uit, dat met meer dan 3 miljard streams het meest gestreamde album van 2020 werd. Ook verschenen datzelfde jaar de verrassingscompilatie Las que no iban a salir en Bad Bunny's derde soloalbum El último tour del mundo. Het laatstgenoemde album werd het eerste volledige Spaanstalige album dat de top van de Billboard 200 bereikte. De single 'Dakiti', afkomstig van dat album, bereikte de nummer 1-positie in de Billboard Global-hitlijst. Het album YHLQMDLG won in 2021 een Grammy Award in de categorie Beste Latin Pop of Urban Album.
Met zijn meest recente album Un verano sin ti, dat uitkwam op 6 mei 2022, brak Bad Bunny twee records tegelijk: de meest gestreamde artiest op een dag én het meest gestreamde album op een dag (183 miljoen streams, waarmee hij voorbijging aan Drake, wiens record 176 miljoen streams op één dag was). Het werd het meest gestreamde album van 2022, en dat van 2023. In het nummer 'Andrea' rapt Bad Bunny: "La vida va como Verstappen en Formula 1" (Spaans voor 'Het leven gaat zoals Verstappen in de Formule 1'). Als dank reed Max Verstappen tijdens de eerste Grand Prix van Miami rond met de cover van Un verano sin ti op zijn auto.

## Acteercarrière
Hij maakte zijn debuut tijdens het derde seizoen van de Netflix-serie Narcos: Mexico. Hierin speelt hij Everardo Arturo 'El Kitty' Paez, een rijk kind dat een handlanger wordt van de familie Arellano Félix en helpt bij het vervoeren van drugs. Daarnaast is hij aan de handhaver van de groep als onderdeel van de Narco-junioren. Bad Bunny nam de rol van Kitty op zich omdat hij vanaf het begin fan was van de show. Hierover zei hij het volgende: "Ik hield van de originele Narcos, dus toen ze Narcos Mexico aankondigden, was ik verkocht. Ik ben vereerd deel uit te maken van de show".
In 2022 speelt hij onder zijn eigen naam Benito A. Martínez Ocasio, The Wolf in de film Bullet Train. The Wolf is een Mexicaan die naar Japan gaat om daar de moord op zijn vrouw te wreken. 
Daarnaast is hij de eerste Latijns-Amerikaanse hoofdrolspeler in een Marvel-film. Zo gaat hij de hoofdrol spelen in 'El Muerto', een spidermanfilm die in 2024 op het doek zal verschijnen.

## Professioneel worstelen
Bunny is jaren lang fan van het professioneel worstelen en raakte in 2021 betrokken met de Amerikaanse worstelorganisatie WWE. Hij maakte zijn opwachting bij het evenement Royal Rumble op 31 januari 2021. Bij het evenement zong hij zijn nummer 'Booker T' waarbij de voormalige professioneel worstelaar Booker T zelf ook verscheen. Tijdens het evenement raakte Bad Bunny ook betrokken bij een segment met professioneel worstelaar The Miz, waarin Bad Bunny fysiek betrokken raakte door tijdens de Royal Rumble-wedstrijd en een top-rope-duik op Miz en John Morrison uitvoerde. Toen begon Bad Bunny te verschijnen op WWE's wekelijkse televisieprogramma, Monday Night Raw, en betrok meerdere keren in segmenten met The Miz. Later werd er onthuld dat Bad Bunny traint bij het trainingsfaciliteit van WWE voor een wedstrijd op het evenement WrestleMania 37 in april 2021. Hij werkte ook samen met worstelaar Damian Priest, die Bad Bunny hielp het WWE 24/7 Championship te bemachtigen. Bad Bunny verscheen ook backstage bij het evenement Elimination Chamber 21 februari 2021. Op 15 maart 2021, bij een aflevering van Raw, had hij de 24/7 Championship afgestaan aan R-Truth inruil voor Stone Cold Steve Austin merchandise. Op 23 maart 2021, bij een aflevering Raw, daagde Miz Bad Bunny uit voor wedstrijd op het evenement WrestleMania 37, die hij accepteerde. Later werd de uitdaging omgezet tot een tag team match. De wedstrijd vond plaats op eerste avond van het evenement WrestleMania 37. Bad Bunny won samen met Damian Priest van The Miz en John Morrison. Tijdens de tweede avond van het evenement werd een korte video getoond van WWE directeur Triple H die Bad Bunny prees, maar hem vertelde dat het tijd was om terug te keren naar zijn muzikale carrière, waarmee hij de 2022 concerttournee van Bad Bunny aankondigde.

### Kampioenschappen en prestaties
- WWE
  - WWE 24/7 Championship (1 keer)[33]
  - Bumpy Award (1 keer)
    - Beste moment van het halfjaar (2021) - Bad Bunny tijdens een wedstrijd op WrestleMania[34]

## Discografie

### Studioalbums
- X 100pre (2018)
- Oasis (2019) (samen met J Balvin)
- YHLQMDLG (2020)
- El Último Tour Del Mundo (2020)
- Un Verano Sin Ti (2022)
- Nadie Sabe Lo Que Va a Pasar Mañana (2023)
- Debí Tirar Más Fotos (2025)

## Filmografie
| Jaar | Titel             | Rol           | Noties                                           | Ref.                 |
| ---- | ----------------- | ------------- | ------------------------------------------------ | -------------------- |
| 2021 | F9                | Lookout       |                                                  | [ 35 ] [ 36 ]        |
| 2021 | Te Deseo Lo Mejor | Zichzelf      | Geanimeerde korte film gebaseerd op The Simpsons | [ 37 ] [ 38 ]        |
| 2022 | Bullet Train      | The Wolf      | Gecrediteerd als zijn geboortenaam               | [ 39 ] [ 40 ] [ 41 ] |
| 2023 | Cassandro         | Felipe        |                                                  | [ 42 ] [ 43 ] [ 44 ] |
| 2025 | Happy Gilmore 2   | Happy's caddy | Post-production                                  | [ 45 ]               |
| 2025 | Caught Stealing   | Colorado      | Post-production                                  | [ 46 ]               |

| Jaar | Titel               | Rol                          | Notities | Ref.           |
| ---- | ------------------- | ---------------------------- | --- | -------------- |
| 2018 | Sugar               | Zichzelf                     | Episode: "Bad Bunny pays it back to a deaf fan who loves to dance"                                                                     | [ 47 ]         |
| 2021 | Royal Rumble        | Zichzelf                     | WWE pay-per-view evenement Speelde zijn nummer "Booker T"                                                                              | [ 48 ]         |
| 2021 | WWE Raw             | Zichzelf                     | Verschillende gast optredens | [ 49 ]         |
| 2021 | Saturday Night Live | Zichzelf                     | Season 46, Episode 13 Zong "La Noche de Anoche" met Rosalía en "Te Deseo Lo Mejor"                                                     | [ 50 ]         |
| 2021 | Elimination Chamber | Zichzelf                     | WWE pay-per-view evenement Verscheen in een kort backstage segment met worstelaars The Miz en Damian Priest.                           | [ 51 ]         |
| 2021 | WrestleMania 37     | Zichzelf                     | WWE's flagship pay-per-view evenement Vormde een team met Damian Priest in een tag team match om The Miz en John Morrison te verslaan. | [ 52 ]         |
| 2021 | Narcos: Mexico      | Everardo Arturo "Kitty" Paez | Terugkerend | [ 53 ] [ 54 ]  |
| 2022 | Royal Rumble        | Zichzelf                     | WWE pay-per-view evenement Deed mee aan de Royal Rumble match voor mannen.                                                             | [ 55 ]         |
| 2023 | WWE SmackDown       | Zichzelf                     | Gastoptreden | align="center" |
| 2023 | Backlash            | Zichzelf                     | WWE pay-per-view evenement Gastheer van het evenement Versloeg Damian Priest in een San Juan Street Fight.                             | [ 56 ]         |

| Year | Title    | Notes                                                 | Ref.   |
| ---- | -------- | ----------------------------------------------------- | ------ |
| 2023 | WWE 2K23 | Video game debuut. Inbegrepen als een pre-order bonus | [ 57 ] |
| 2024 | WWE 2K24 |                                                       | [ 58 ] |

## Hitnoteringen

### Albums
| Album met eventuele hitnotering(en) in de Nederlandse Album Top 100 | Datum van verschijnen | Datum van binnenkomst | Hoogste positie | Aantal weken | Opmerkingen  |
| ------------------------------------------------------------------- | --------------------- | --------------------- | --------------- | ------------ | ------------ |
| Oasis                                                               | 2019                  | 06-07-2019            | 17              | 10           | met J Balvin |
| YHLQMDLG                                                            | 2020                  | 07-03-2020            | 27              | 8            |              |
| El último tour del mundo                                            | 2020                  | 05-12-2020            | 58              | 1            |              |
| Un verano sin ti                                                    | 2022                  | 14-05-2022            | 5               | 57           |              |
| Nadie sabe lo que va a pasar mañana                                 | 2023                  | 21-10-2023            | 6               | 6            |              |
| Debí Tirar Más Fotos                                                | 2025                  | 18-01-2025            | 1(2wk)          | 3*           |              |

| Album met hitnotering(en) in de Vlaamse Ultratop 200 albums | Datum van verschijnen | Datum van binnenkomst | Hoogste positie | Aantal weken | Opmerkingen  |
| ----------------------------------------------------------- | --------------------- | --------------------- | --------------- | ------------ | ------------ |
| Oasis                                                       | 2019                  | 06-07-2019            | 129             | 1            | met J Balvin |
| YHLQMDLG                                                    | 2020                  | 07-03-2020            | 62              | 8            |              |
| El último tour del mundo                                    | 2020                  | 05-12-2020            | 77              | 2            |              |
| Un verano sin ti                                            | 2022                  | 14-05-2022            | 25              | 57           |              |
| Nadie sabe lo que va a pasar mañana                         | 2023                  | 21-10-2023            | 24              | 5            |              |
| Debí tirar más fotos                                        | 2025                  | 11-01-2025            | 2               | 3*           |              |

### Singles
| Single met eventuele hitnotering(en) in de Nederlandse Top 40 | Datum van verschijnen | Datum van binnenkomst | Hoogste positie | Aantal weken | Opmerkingen                                                   |
| ------------------------------------------------------------- | --------------------- | --------------------- | --------------- | ------------ | ------------------------------------------------------------- |
| El Baño                                                       | 2018                  | -                     | tip16           | -            | met Enrique Iglesias                                          |
| I Like It                                                     | 2018                  | 30-06-2018            | 20              | 9            | met Cardi B en J Balvin / Nr. 30 in de Single Top 100         |
| Mía                                                           | 2018                  | 03-10-2018            | 22              | 4            | met Drake / Nr. 27 in de Single Top 100                       |
| Un día (One Day)                                              | 2020                  | 08-08-2020            | 13              | 15           | met J Balvin, Dua Lipa en Tainy / Nr. 24 in de Single Top 100 |
| Dákiti                                                        | 2021                  | -                     | tip2            | -            | met Jhay Cortez                                               |
| K-pop                                                         | 2023                  | -                     | tip23           | -            | met Travis Scott en The Weeknd / Nr. 49 in de Single Top 100  |
| DTMF                                                          | 2025                  | -                     | tip5            | -            | Nr. 7 in de Single Top 100                                    |
| Nuevayol                                                      | 2025                  | -                     | -               | -            | Nr. 26 in de Single Top 100                                   |
| Baile inolvidable                                             | 2025                  | -                     | -               | -            | Nr. 50 in de Single Top 100                                   |

| Single met hitnotering(en) in de Vlaamse Ultratop 50 | Datum van verschijnen | Datum van binnenkomst | Hoogste positie | Aantal weken | Opmerkingen                     |
| ---------------------------------------------------- | --------------------- | --------------------- | --------------- | ------------ | ------------------------------- |
| El Baño                                              | 2018                  | -                     | tip11           | -            | met Enrique Iglesias            |
| I Like It                                            | 2018                  | 09-06-2018            | 19              | 19           | met Cardi B en J Balvin         |
| Mía                                                  | 2018                  | 27-10-2018            | 49              | 1            | met Drake                       |
| Qué pretendes                                        | 2019                  | -                     | tip             | -            | met J Balvin                    |
| La difícil                                           | 2020                  | -                     | tip             | -            |                                 |
| Un día (One Day)                                     | 2020                  | -                     | tip1            | -            | met J Balvin, Dua Lipa en Tainy |
| Dákiti                                               | 2021                  | -                     | tip26           | -            | met Jhay Cortez                 |
| DTMF                                                 | 2025                  | 26-01-2025            | 35              | 3*           |                                 |